# Diaphanomyia aurea
Diaphanomyia aurea là một loài ruồi trong họ Tachinidae.